# Alcorta (Santa Fe)
Pour les articles homonymes, voir Alcorta (homonymie).
Alcorta est une ville d’Argentine, dans la province de Santa Fe.